# Godzilla (franchise)
A Godzilla (ゴジラ; átírással Gojira; Godzsira) egy japán multimédia franchise, melynek alapját a Godzilla kitalált kaidzsukaraktert szerepeltető tokuszacu filmek alkotják. A sorozat a Tóhó stúdió 1954-es Godzilla (eredeti címén Godzsira) című, nagy jelentőségű szörnyfilmjével kezdődött, amelyet Honda Isiró rendezett. 1956-ban a film a Godzilla, King of the Monsters! című amerikai változata révén nemzetközi sikert ért el.
A karakter a japán popkultúra egyik leghíresebb alakja lett, szerepelt képregényekben, videójátékokban, rajzfilmekben, könyvekben, az őt megmintázó játékfigurák és makettek máig keresettek. A Godzilla sorozat darabjai máig készülnek: eddig több mint 30 japán, valamint két, egymástól független amerikai filmet adtak ki, s több további részt is bejelentettek. Ezekkel a számokkal a filmtörténelem legrégebb óta tartó és legtöbb részt megélt egységes franchise-ának tekinthető, amit a Guinness Rekordok Könyve is elismert.
Ezeken kívül a franchise-hoz további művek is kapcsolódnak, amelyek a Tóhó stúdió egyéb híres szörnyeit (például Mothrát és Rodant) szerepeltetik. A sorozat több spin-off-ot és crossover-t is szült.
Magyarországon a franchise meglehetősen ismeretlen. Az eredeti filmek közül mindössze az 1974-es Godzilla a Mechagodzilla ellen jelent meg, 1989-ben.

## Áttekintés
Nem a Godzilla volt az első óriásszörnyes film. A piacot előtt az olyan amerikai készítésű művek uralták, mint az 1933-as King Kong vagy az 1953-as Pánik New Yorkban (The Beast From 20 000 Fathoms).
Godzilla megalkotója Tanaka Tomojuki filmproducer volt, aki a Daigo Fukuryu Maru (Szerencsés Sárkány 5.) japán halászhajót ért tragédiából merített inspirációt. A hajólegénységet 1954. március elsején a Castle Bravo hidrogénbomba által kibocsátott rádióaktív sugárzás fertőzte meg, ami az egyik hajós halálával járt.
Godzilla radioaktív képességei és az általa okozott rombolás utalásokként foghatók fel részben a hajó szerencsétlenségére, de főképp a második világháború során Hirosimára és Nagaszakira ledobott atombombákra. A karaktert nem valósághű élőlénynek, hanem egy megtestesült metaforának szánták, amely japán és a világ aktuális társadalmi vagy környezeti problémáira reflektál. Ennek ellenére Godzilla és a többi Tóhó szörny önálló popkulturális alakokká vált, akik saját képességekkel, személyiséggel és történettel rendelkeznek. A legtöbb filmre jellemző valamilyen mondanivaló közvetítése.
Honda Isiró rendező, Cuburaja Eidzsi effektmester, Ifukube Akira zeneszerző és Nakadzsima Haruó színész is a karakter atyjai közé tartozik.

## Filmek
A Godzilla filmsorozatot a többi japán óriásszörnyes filmmel egyetemben három szakaszra osztják készítésük ideje és egyéb jellegzetességeik szerint.

### Sóva korszak (1954-1975)
A legtöbb Sóva-kor idején készült film tartozik ide. Az eredeti Godzilla, a Godzilla Raids Again és a Mothra vs. Godzilla kivételével a filmek lazább hangvitelűek és sok humoros elemet tartalmaznak. Az epizódok története folytatólagos, de nincs átívelő történetszál. Godzilla gonosz szereplőként mutatkozik be, de fokozatosan antihőssé fejlődik. A Son of Godzilla című filmtől kezdve teljesen jóságos karakterré avanzsál, a sorozat végére szuperhős lesz belőle. A legtöbb klasszikus szörnyszereplő itt mutatkozik be, ideértve Godzilla két leggyakrabban visszatérő személyes ellenfeleit is, King Ghidorah-t és MechaGodzillát. Más társszörnyei, mint Mothra és Rodan, eredetileg saját filmjeikben mutatkoztak be, mielőtt átkerültek volna a Godzilla filmekbe. A Tóhó Sóva korszakába ezen kívül számos egyéb tokuszacu és kaidzsu film is tartozik, amelyek nem vagy csak lazán kötődnek a Godzilla franchise-hoz. Itt kezdődtek a több óriásszörny harcát bemutató filmek.

#### Filmográfia
| Hivatalos nemzetközi cím           | Alternatív cím                                                                                   | Év   | Rendező        | Effektmester       | Godzilla színész                             | Egyéb szörnyek                                                                              |
| ---------------------------------- | ------------------------------------------------------------------------------------------------ | ---- | -------------- | ------------------ | -------------------------------------------- | ------------------------------------------------------------------------------------------- |
| Godzilla                           | –                                                                                                | 1954 | Honda Isiró    | Cuburaja Eidzsi    | Nakadzsima Haruó, Tezuka Kacumi              | –                                                                                           |
| Godzilla Raids Again               | Gigantis the FIre Monster                                                                        | 1955 | Oda Motojosi   | Cuburaja Eidzsi    | Nakadzsima Haruó                             | Anguirus                                                                                    |
| King Kong vs. Godzilla             | –                                                                                                | 1962 | Honda Isiró    | Cuburaja Eidzsi    | Nakadzsima Haruó, Tezuka Kacumi              | Daidako, King Kong                                                                          |
| Mothra vs. Godzilla                | Godzilla vs. the Thing; Godzilla vs. Mothra                                                      | 1964 | Honda Isiró    | Cuburaja Eidzsi    | Nakadzsima Haruó, Tezuka Kacumi              | Mothra                                                                                      |
| Ghidorah, the Three-Headed Monster | Ghidrah, the Three-Headed Monster                                                                | 1964 | Honda Isiró    | Cuburaja Eidzsi    | Nakadzsima Haruó, Tezuka Kacumi              | King Ghidorah, Mothra, Rodan                                                                |
| Invasion of Astro-Monster          | Monster Zero; Godzilla vs. Monster Zero                                                          | 1965 | Honda Isiró    | Cuburaja Eidzsi    | Nakadzsima Haruó                             | King Ghidorah, Rodan                                                                        |
| Ebirah, Horror of the Deep         | Godzilla vs. the Sea Monster                                                                     | 1966 | Fukuda Dzsun   | Arikava Szadamasza | Nakadzsima Haruó                             | Daikondoru, Ebirah, Mothra                                                                  |
| Son of Godzilla                    | –                                                                                                | 1967 | Fukuda Dzsun   | Arikava Szadamasza | Nakadzsima Haruó, Szekida Ju, Onaka Szeidzsi | Kamacuras, Kumonga, Minilla                                                                 |
| Destroy All Monsters               | –                                                                                                | 1968 | Honda Isiró    | Arikava Szadamasza | Nakadzsima Haruó                             | Anguirus, Baragon, Gorosaurus, King Ghidorah, Kumonga, Manda, Minilla, Mothra, Rodan, Varan |
| All Monsters Attack                | Godzilla's Revenge                                                                               | 1969 | Honda Isiró    | Honda Isiró        | Nakadzsima Haruó                             | Gabara, Minilla                                                                             |
| Godzilla vs. Hedorah               | Godzilla vs. the Smog Monster                                                                    | 1971 | Banno Jocimisu | Nakano Terujosi    | Nakadzsima Haruó                             | Hedorah                                                                                     |
| Godzilla vs. Gigan                 | Godzilla on Monster Island                                                                       | 1972 | Fukuda Dzsun   | Nakano Terujosi    | Nakadzsima Haruó                             | Anguirus, Gigan, King Ghidorah                                                              |
| Godzilla vs. Megalon               | –                                                                                                | 1973 | Fukuda Dzsun   | Nakano Terujosi    | Takagi Sindzsi                               | Gigan, Jet Jaguar, Megalon                                                                  |
| Godzilla vs. MechaGodzilla         | Godzilla vs. the Bionic Monster; Godzilla vs. the Cosmic Monster; Godzilla a Mechagodzilla ellen | 1974 | Fukuda Dzsun   | Nakano Terujosi    | Zusi Iszao                                   | Anguirus, King Caesar, MechaGodzilla                                                        |
| Terror of MechaGodzilla            | The Terror of Godzilla                                                                           | 1975 | Honda Isiró    | Nakano Terujosi    | Kavai Toru                                   | MechaGodzilla, Titanosaurus                                                                 |

### Heiszei korszak (1984–1995)
A Heiszei-korról elnevezett széria filmjei reboot-olták a sorozatot. Az eredeti kivételével az összes addigi epizódtól eltekintettek. Jellemző a korszakra Godzilla biológiájának pontosabb ismertetése és egy konkrét eredettörténet felállítása. A filmek közt szorosabb a folytonosság, egymásra épülnek, és a szériák közt egyedülálló módon a második résztől kezdve visszatérő emberi karaktereket szerepeltetnek. Új szörnyek mutatkoztak be, de sok klasszikus kaidzsut is újragondoltak. A sorozat elején Godzilla gonosz, de a végére tragikus antihős lesz. Eleinte az atomfegyverek jelentette veszély a filmek fő mondanivalója, később kitekintettek a génmanipuláció, a környezetszennyezés és az ellenségeskedő országok gazdasági és háborús viszályaira is. Az utolsó film visszanyúl az eredeti Godzillához, kerek lezárást nyújt Godzilla történetének, de a fia szálát nyitottan hagyja.

#### Filmográfia
| Hivatalos nemzetközi cím      | Alternatív cím                                                 | Év   | Rendező         | Effektmester    | Godzilla színész   | Egyéb szörnyek                                               |
| ----------------------------- | -------------------------------------------------------------- | ---- | --------------- | --------------- | ------------------ | ------------------------------------------------------------ |
| The Return Of Godzilla        | Godzilla 1985                                                  | 1984 | Hasimotó Kodzsi | Nakano Terujosi | Szacuma Kenpacsiró | Shockirus                                                    |
| Godzilla vs. Biollante        | –                                                              | 1989 | Omori Kazuki    | Kavakita Koicsi | Szacuma Kenpacsiró | Biollante                                                    |
| Godzilla vs. King Ghidorah    | –                                                              | 1991 | Omori Kazuki    | Kavakita Koicsi | Szacuma Kenpacsiró | Dorat, Godzillasaurus, King Ghidorah, Mecha-King Ghidorah    |
| Godzilla vs. Mothra           | Godzilla and Mothra: The Battle for Earth; Godzilla vs. Mothra | 1992 | Okavara Takao   | Kavakita Koicsi | Szacuma Kenpacsiró | Battra, Mothra                                               |
| Godzilla vs. MechaGodzilla II | –                                                              | 1993 | Okavara Takao   | Kavakita Koicsi | Szacuma Kenpacsiró | Baby Godzilla, Rodan, MechaGodzilla                          |
| Godzilla vs. SpaceGodzilla    | –                                                              | 1994 | Okavara Takao   | Kavakita Koicsi | Szacuma Kenpacsiró | Fairy Mothra, Little Godzilla, M.O.G.U.E.R.A., SpaceGodzilla |
| Godzilla vs. Destoroyah       | Godzilla vs. Destroyer                                         | 1995 | Okavara Takao   | Kavakita Koicsi | Szacuma Kenpacsiró | Destoroyah, Godzilla Junior                                  |

### Millennium korszak (1999-2004)
A harmadik és eddig utolsó japán széria filmjei kettő kivételével nem egymást követik, hanem ismét az eredetihez nyúlnak vissza. Godzilla minden filmben másmilyen. A filmek hangulata változó, számos utalást tartalmaznak a korábbi epizódokra, olykor paródiaszerűen utánoznak vagy figuráznak ki más filmeket, beleértve a kaidzsu műfajt is. A szériát eredetileg csak 2005-ben szerették volna elkezdeni, de Roland Emmerich 1998-as amerikai Godzilla filmjének viszonylagos sikertelensége miatt előrébb hozták a terveket.
A franchise 50. évfordulóját ünneplő Final Wars kiadásával a Tóhó bejelentette, hogy tíz évig nem készít Godzilla filmeket. Banno Jocimisu rendező megszerezte a jogokat egy filmhez, amelynek korai címe Godzilla 3D to the Max volt, s mely végül a Legendary Pictures Godzilla című filmjévé fejlődött.

#### Filmográfia
| Hivatalos nemzetközi cím                                          | Alternatív cím | Év   | Rendező         | Effektmester    | Godzilla színész | Egyéb szörnyek |
| ----------------------------------------------------------------- | -------------- | ---- | --------------- | --------------- | ---------------- | --- |
| Godzilla 2000: Millennium                                         | Godzilla 2000  | 1999 | Okavara Takao   | Szuzuki Kendzsi | Kitagava Cutomu  | Millennian, Orga |
| Godzilla vs. Megaguirus                                           | –              | 2000 | Tezuka Maszáki  | Szuzuki Kendzsi | Kitagava Cutomu  | Meganulon, Meganula, Megaguirus |
| Godzilla, Mothra and King Ghidorah: Giant Monsters All-Out Attack | –              | 2001 | Kaneko Suszuke  | Kamija Makotó   | Josida Mizuhó    | Baragon, King Ghidorah, Mothra |
| Godzilla Against MechaGodzilla                                    | –              | 2002 | Tezuka Maszáki  | Kikucsi Júicsi  | Kitagava Cutomu  | Kiryu (MechaGodzilla) |
| Godzilla: Tokyo S.O.S.                                            | –              | 2003 | Tezuka Maszáki  | Eícsi Aszada    | Kitagava Cutomu  | Kamoebas, Kiryu (MechaGodzilla), Mothra |
| Godzilla: Final Wars                                              | –              | 2004 | Kitamura Rjuhei | Eícsi Aszada    | Kitagava Cutomu  | Anguirus, Ebirah, Gigan, Hedorah, Monster X, Keizer Ghidorah, Kamacuras, King Caesar, Kumonga, Manda, Minilla, Mothra, Rodan, Zilla, Gorath |

### Modern kor (2016-tól)
2016 júliusában a széria új korszaka kezdődött a Shin Godzilla, más néven Godzilla Resurgence című filmmel. Japán címe (シン・ゴジラ) többféleképp fordítható, jelenthet új, igazi vagy isteni Godzillát. Nemzetközi forgalmazásban a Godzilla Resurgence címet viseli, kivéve Amerikában, ahol eredeti címe alatt adják ki. A mű nem kötődik a Legendary Pictures jelenleg futó, amerikai készítésű filmsorozatához, hanem egy teljes újrakezdés (reboot). A stúdió felállított egy producerekből és rendezőkből álló csoportot („Godzi-Con”) a jövőbeli tervek megvitatására. Ueda Taidzsi projektvezető szerint a rajongók régóta követelték a japán sorozat felélesztését, s a Legendary filmjének sikere és az új rajongóbázis kiépülése után megfelelőnek látták az időt ehhez.
Anno Hideaki és Higucsi Sindzsi rendezők az olyan japán sikerprodukción végzett munkájuk kapcsán váltak híressé, mint a Neon Genesis Evangelion című animesorozat és annak filmjei, emellett a japán speciális effektusos, úgynevezett tokuszacu művek és klasszikus Godzilla filmek nagy kedvelői, s maga Higucsi már a '84-es film készítésén is segédkezett. A speciális effektusok a szintén Higucsi rendezésében megjelent Singeki no kjodzsin mangasorozat filmváltozatához hasonlóan vegyítik a hagyományos maketteket a modern számítógépes hatásokkal, és a készítők a látvány tekintetében fel szeretnék venni a versenyt Hollywooddal. A filmet nemcsak a japán nézőknek szánták, világszerte számos országban forgalmazták.
A komoly, ugyanakkor szatirikus hangvitelű mű, melyhez Godzilla eredetét és képességeit radikálisan újragondolták, a szörny létezésének politikai és nemzetközi következményeit boncolgatja, és a japán kormány működését kritizálja, főképp a katasztrófaelhárítás területén. Keleten és nyugaton is pozitív kritikai fogadtatásban részesült, és nagy pénzügyi sikernek bizonyult. Eddig ez a franchise egyetlen filmje, mely, számos egyéb érdem mellett, megkapta a Japán Filmakadémia legjobb filmnek járó díját.
2017-ben indult a Polygon Pictures stúdió Godzilla anime trilógiája, melyet Sizuno Kobun és Szesita Hirojuki rendezett és Urobocsi Gen írt. Globálisan a Netflix terjeszti. A Tóhó előírása volt, hogy a trilógiát ne szörnyfilmekként kezeljék. Sizuno rendező nem ismerte a kaidzsú filmeket, és egy új közönséget, kiváltképp női nézőket akart becsalogatni, ezért a Godzilláért rajongó Szesita rendező és Urobocsi író számos ötletét ellenezte. Godzilla képességei is ez okból kerültek átértelmezésre.
2018-ban a franchise-t felügyelő Ota Keidzsi bejelentette, hogy 2021 után a Tóhó egy új filmuniverzumot létesít különböző szörnykaraktereik szerepeltetésével. A „World of Godzilla” egy-két évenként fog új filmet bemutatni. A stúdiónak számos egyéb nemzetközi projektje lesz, Ota pedig közölte, hogy Godzilla világszintű hírnevét és időtállóságát egy globális kampánnyal kívánják kiaknázni, és projektjeikkel minden piacot el akarnak érni.

#### Filmográfia
| Hivatalos nemzetközi cím             | Év   | Rendező(k)                     | Effektmester    | Egyéb szörnyek                                                                                                |
| ------------------------------------ | ---- | ------------------------------ | --------------- | --- |
| Shin Godzilla/Godzilla Resurgence    | 2016 | Anno Hideaki, Higucsi Sindzsi  | Higucsi Sindzsi | – |
| Godzilla: Planet of the Monsters     | 2017 | Sizuno Kobun, Szesita Hirojuki | -               | Servum, cameoszerepben a továbbiak: Dogora, Dagahra, Hedorah, Orga, Kamacuras, Anguirus, Rodan, MechaGodzilla |
| Godzilla: City on the Edge of Battle | 2018 | Sizuno Kobun, Szesita Hirojuki | -               | Servum, MechaGodzilla                                                                                         |
| Godzilla: The Planet Eater           | 2018 | Sizuno Kobun, Szesita Hirojuki | -               | King Ghidorah                                                                                                 |

### Rövidfilm
A franchise megszületésének 64. évfordulóján, 2018. november 3-án megtartott Godzilla Fes rendezvényre újraalkották az 1954-es filmhez használt Godzilla jelmezt, mellyel egy rövidfilmet forgattak le. A kisfilmet és a kiállított jelmezt a 2019. január 11-én mutatják be a széria eredeti effektmestere előtt tisztelgő Cuburaja Eidzsi múzeumban.

### Amerikai filmek
1956-ban a Jewell Enterprises Inc. megvásárolta az eredeti Godzilla jogait. Új jeleneteket forgattak amerikai színészekkel, köztük a Raymond Burr alakította új főszereplővel, és nagyban átszabták a filmet az angol nyelvterületeken való forgalmazás előtt. Ezen kívül lecserélték szinte a teljes hanganyagot és a japán szöveget részben szinkronizálták, részben feliratozták. Ez a változat lett a Godzilla, King of the Monsters!.
A King Kong vs. Godzilla és a Godzilla 1985 szintén számos, újonnan felvett 
jelenetet tartalmazott, amelyek jelentősen átértelmezték az eredeti japán filmváltozatokat. Az Invasion of Astro Monster pedig amerikai-japán koprodukció volt, amelyet Amerikában a Monster Zero címmel forgalmaztak.
Egy teljes egészében amerikai készítésű Godzilla film ötlete már az 1980-as években felvetődött. Steven Miner rendező, Fred Dekker forgatókönyvíró és William Stout illusztrátor tervei elnyerték a Tóhó stúdió tetszését, de a túl magas költségvetés miatt a film nem készült el.
1992-ben a TriStar Pictures szintén megszerezte a filmjogokat, s hosszas produkciós nehézségek után Roland Emmerich rendezésében 1998-ban kijött egy kész film, amely szintén a Godzilla címet kapta. Emmerich Dean Devlin íróval együtt producerként is közreműködött. A filmet egy trilógia első darabjának szánták, azonban a nézők nem fogadták jól, ezért a folytatás terveiről lemondtak. Helyette egy rajzfilmsorozatban vitték tovább a történetet. A TriStar a rossz fogadtatás fényében hagyta lejárni a filmjogokat, melyek 2003-ban visszakerültek a Tóhóhoz, ahol egy évvel később a filmben szereplő szörny nevét Zillára változtatták, mivel úgy vélték, túlságosan elrugaszkodott a karakter alapjaitól.

#### MonsterVerse
A Legendary Pictures és a Warner Bros. koprodukciójában készült, Gareth Edwards által rendezett 2014-es Godzillát 2010-ben jelentették be. Ez már főleg pozitív visszhangot váltott ki a kritikusoktól, és a bevétel is elégségesnek bizonyult ahhoz, hogy megnyíljon az út a folytatások előtt. A Godzilla: King of the Monsters című második rész kiadását 2019-re halasztották, és Edwards rendező kilépett, hogy kisebb filmprojekteket vegyen célba. Helyét Michael Dougherty vette át.
A stúdió emellett egy tágabb film-univerzumot is fel szeretne állítani, mely a japán kaidzsu szereplőkön kívül egyéb szörny-ikonokat is magába foglal, illetve vadonatújakat is bemutat. A vállalkozás a MonsterVerse nevet kapta, és a projekt megvalósításáért a Legendary továbbra is együttműködésben marad a Warner Bros. stúdióval. Ennek részét képzi a 2017-es Kong: Koponya-sziget című King Kong feldolgozás, s az Edwards Godzillájában bemutatott szervezet, a Király (Monarch) szolgál a filmek közti összekötő kapocsként. Bár a 2014-es filmhez új ellenséges szörnyeket találtak ki, később a széria klasszikus szörnyfigurái közül megszerezték Mothra, Rodan és King Ghidorah jogait is, akik a Koponya-sziget stáblista utáni jelenete révén hivatalosan is a széria részeivé váltak.
A 2020-ra bejelentett Godzilla vs. Kong-ban ismét egyesíteni kívánják a két fő szörnykarakter sorozatát.

#### Filmográfia
| Hivatalos nemzetközi cím       | Év   | Rendező(k)                     | Effektmester       | Egyéb szörnyek               |
| ------------------------------ | ---- | ------------------------------ | ------------------ | ---------------------------- |
| Godzilla, King of the Monsters | 1956 | Terry O. Morse, Honda Isiró    | Cuburaja Eidzsi    | –                            |
| King Kong vs. Godzilla         | 1963 | Thomas Montgomery, Honda Isiró | Cuburaja Eidzsi    | Daidako, King Kong           |
| Monster Zero                   | 1970 | Honda Isiró                    | Cuburaja Eidzsi    | King Ghidorah, Rodan         |
| Godzilla 1985                  | 1985 | R. J. Kiser, Hasimotó Kodzsi   | Nakano Terujosi    | Shockirus                    |
| Godzilla                       | 1998 | Roland Emmerich                | Patrick Tatopoulos | Baby Zilla                   |
| Godzilla                       | 2014 | Gareth Edwards                 | Jim Rygiel         | M.U.T.O. (hím és nőstény)    |
| Godzilla: King of the Monsters | 2019 | Michael Dougherty              | Guillaume Rocheron | King Ghidorah, Rodan, Mothra |
| Godzilla vs. Kong              | 2020 | Adam Wingard                   | Zack Fox           | King Kong                    |

### Cozzilla
A „Cozzilla” néven emlegetett Olasz feldolgozást Luigi Cozzi készítettete 1977-ben. Saját színezőeljárását alkalmazva kiszínezte az eredetileg fekete-fehér Godzilla, King of the Monsters! filmet, s számos valódi archív háborús felvételt illesztett bele, amelyen valódi sebesültek és halottak voltak láthatók. E film ma szintén a Tóhó tulajdona.

### Vendégszerep
2007-ben egy CGI technikával megvalósított Godzilla különleges cameoszerepet kapott az Always Zoku Sanchome no Yuhi (Always: Sunset on Third Street 2) című japán filmben, amelyben az egyik szereplő azt álmodja, hogy a szörny 1954-ben lerombolja Tokiót.

### Kapcsolódó művek
A Tóhó rengeteg tokuszacu sci-fi és szörnyfilmet készített, amelyek közül több kapcsolódik valamilyen módon a Godzilla franchise-hoz. Gyakran különálló daraboknak készültek, de később szörnyeik bekerültek a Godzilla filmekbe, néhányuk pedig a széria legjelentősebb visszatérő szereplőjévé vált – ilyenek az 1961-es Mothra és az 1956-os Rodan címszereplői.
A szintén a Rodan-ban feltűnt Meganulon, az 1967-es The Mysterians-ből Mogera, az 1958-as Daikaidzsú Baran-ból Varan, az 1962-es Gorath-ból a Gorath égitest, az 1963-as Atragon-ból Manda és a Gotengo hajó, az 1965-ös Frankenstein Conquers the World-ből Baragon, az 1967-es King Kong Escapes-ből Gorosaurus, valamint az 1970-es Space Amoeba-ból Kamoebas is feltűnt a Godzilla filmek némelyikében. A Godzilla Against MechaGodzilla-ban visszautalás történik az 1966-os War of the Gargantuas-ra, és a Godzilla: Final Wars főcíme alatt archív felvételeken megjelenik a szintén onnan származó Gaira és a Space Amoeba-ból ismert Gezora is.
Három Mothra spin-off film jelent meg a Heiszei korszakban (Rebirth of Mothra), amelyben a Godzilla filmekből elhíresült King Ghidorah fajtársai ellenséges szörnyekként szerepelnek.
A King Kong vs. Godzilla révén a King Kong franchise is kapcsolatban áll a Godzillával.

## Egyéb média

### Könyvek, képregények
A franchise-hoz számos könyv- és képregénykiadvány kapcsolódik. A japán mangák 1954-től készültek, és a King Kong vs. Godzilla kivételével a Godzilla 2000: Millenniumig bezárólag minden filmet adaptáltak – gyakran egy filmhez több mangaadaptáció is készült. Emellett több egyedi történetet is megjelentettek.
Amerikában az első Godzilla képregény egy promóciós füzet volt, amelyet a Godzilla vs Megalon nézői közt osztottak szét. Jellemző rá, hogy több szereplőt helytelenül nevezett meg (Jet Jaguar – „Robotman”; Gigan – „Borodan”).
A Marvel Comics 1977-től 1979-ig birtokolta a Godzilla jogait, ekkor forgalmazták a Godzilla, King of the Monsters című sorozatát, amelyben Godzilla a Mervel képregény-univerzum részévé vált, és olyan ismert hősökkel szerepelt együtt, mint a S.H.I.E.L.D. tagjai, a Bosszú Angyalai, a Lény, vagy a Pókember. A Godzilla jogok lejárása után a szereplő továbbra is megjelent a képregényekben, de kinézetét nagyban megváltoztatták.
A Dark Horse Comics 1987-ben kezdte kiadni saját sorozatát. 1999-ig számos képregény jelent meg a kiadótól, amelyek közt voltak feldolgozások és eredeti történetek is.
2011-ben az IDW Publishing megjelentette a Godzilla: Kingdom of Monsters című történetet, melyet számos további követett, például a Godzilla: Rulers of Earth. Folytonos szériák mellett egy sor minisorozatot is kiadtak: Gangsters & Goliaths, Legends, The Half-Century War, Cataclysm és a Godzilla in Hell. E füzetek sajátossága, hogy a Tóhó filmuniverzum szinte összes karaktere feltűnik bennük, mivel az IDW kiadó Godzillán kívül azok jogait is megszerezte.
A Legendary Comics 2014-ben adta ki az anyastúdiójuk által készített Godzilla film előzménykötetét, Godzilla: Awakening címmel.
Az 1990-es évek végén indult el Marc Cerasini Godzilla regénysorozata, amely négy kötetet élt meg. A 2014-es Godzilla mozifilm mellé három további könyv jelent meg: az említett képregény-előzményen kívül egy regényadaptáció Greg Cox jegyzésében, valamint a film készítését és háttér-információit bemutató Godzilla: The Art of Destruction.

### Televízió
Japánban Godzilla, Gigan és King Ghidorah vendégszereplőkként megjelentek a Tóhó 1973-as tokuszacu tv-sorozatában, a Zone Fighter-ben. 1997-98-ig pedig a franchise szinte teljes szörnyszereplő-gárdája szerepelt a Godzilla Island című játéksorozatban, amely 3 perces miniepizódokból állt. Itt jelmezek helyett a szörnyeket játékfigurák jelképezték. Az 1993-ban futott Godzilland szintén egy japán gyártású, gyerekeknek szánt vígjátéksorozat volt, mely tartalmazott erősen stilizált, csibi stílusban rajzolt animált epizódokat a szörnyek kalandjairól, oktató jellegű szegmenseket, táncos, zenés és egyéb szórakoztató betéteket.
2016 júliusában a Godzilla Resurgence promóciójának részeként a szörny vendégszerepelt a Crayon Shin-chan című vicces animesorozat egyik epizódjában.
Két amerikai rajzfilmsorozat is készült: az 1978-as Godzilla a Hanna-Barbera gyártásában, valamint az 1998-as amerikai filmadaptáció folytatása helyett elkészült Godzilla: The Series (magyar címén egyszerűen Godzilla) az Adelaide Productions-től és a Fox-tól. Mindkét sorozat hasonló felállást követett: egy hajón utazó felderítőcsapat kalandjait mutatják be, akiket folyton óriásszörnyek támadnak meg, és Godzillának kell megmentenie őket.
A Hanna-Barbera-féle sorozathoz fűződik Godzilla unokaöccse, Godzooky bemutatása, azonban mindennemű háttértörténetet és magyarázatot mellőzött, így nem derült ki, hogy a Calico hajó legénysége hogy állt össze Godzillával. A sorozat fogadtatása vegyes volt, sokan ellenezték a Godzillát ért változtatásokat, új képességeit és a klasszikus hangjának hiányát.
Az 1998-as rajzfilm az alapjául szolgáló mozifilm közvetlen folytatása volt, és a főszerepet ismét Nick 'Niko' Tatopoulos töltötte be, aki rábukkan a film végén megmaradt utolsó Godzilla tojásra, és a belőle kikelő fióka nevelőapjává válik. A HEAT kutatócsoport Nick irányítása alatt a világ minden pontján különös jelenségeket vizsgál, amelyek mögött rendszerint további óriásszörnyek állnak. A sorozat ismét felruházta Godzillát azokkal a képességeivel, amelyektől a film megfosztotta, ennek eredményeképp sokkal jobban fogadták, mint a filmet, és a rajongók is elismerően tekintettek rá.
1991-ben az Ebirah, Horror of the Deep-et és a Godzilla vs. Megalon-t levetítették a Mystery Science Theater 3000 című kultikus vígjátékműsorban, ahol a szereplők szokásukhoz híven vetítés közben gúnyolták és parodizálták ki a filmeket.
1993-ban Godzilla összecsapott a vele egyméretűre nőtt Charles Barkley NBA-sztárral a Godzilla vs. Charles Barkley című Nike edzőcipőreklámban, amelyben Tokió utcáin kosárlabdáztak. Godzillát itt az ILM emberei valósították meg, hűen a franchise alapjaihoz, jelmezes technikával. A reklámról a Dark Horse Comics képregény-adaptációt is készített.

### Videójátékok
Az 1980-as évektől kezdve számos videójáték jelent meg a franchise alapján a következő konzolokra és készülékekre: Commodore 64, MSX, Apple II, Nintendo Entertainment System és Super Nintendo Entertainment System, Game Boy, Game Boy Color és Game Boy Advance, Turbo Duo, Sega Saturn, Game Gear, PlayStation, PlayStation 2, PlayStation 3 és PlayStation 4, Dreamcast, Nintendo GameCube, Xbox, Wii, Nintendo DS. Továbbá számos játéktermi és mobileszközön, mobil böngészőn játszható játékot is kiadtak.
Ezekben olykor eredeti szörnyfigurák is szerepeltek, úgymint Obsidius és Krystalak a Wii-re és DS-re kiadott Godzilla: Unleashed-ben.

### Zene
Az Ifukube Akira által megkomponált korai filmzenék a sorozat számos darabjában visszatérnek, emellett a franchise több egyéb zeneszerzőt és együttest is megihletett.

#### Zenei befolyás
A Blue Öyster Cult rockegyüttes 1977-es, Spectres albumán jelent meg egyik leghíresebb daluk, a Godzilla. Ez azóta számos feldolgozást megélt, ide tartozik saját készítésű paródiájuk, a „NoZilla” is, amit azért költöttek, mert az eredeti nem hangzott el az 1998-as Godzillában.
Létezik egy Gojira francia death metal banda, a szörny és franchise japán neve után.
Pharaohe Monch rapper Simon Says című száma a Godzilla March („Godzilla induló”) hiphop változata.
A Groovie Ghoulies amerikai pop-punk együttes egy 2001-ben kiadott középlemezén jelent meg a Hats Off To You (Godzilla) című, Godzilla előtt tisztelgő szám.
A Doctor Steel művésznevű előadó 2002-es People of Earth című albumán jelent meg a Godzilláról szóló Atomic Superstar.
A The Creatures Hai! című, 2003-as albumán jelent meg az egyszerűen Godzilla! névre keresztelt japán zenedarab.
A Monsta Island Czars hiphop együttes tagjai a Tóhó szörnyeiről nevezték el magukat. Egyikük, MF Doom, King Geedorah álnéven adta ki a 2003-as Take Me to Your Leader című hiphop albumot, amely több Godzilla-témájú dalt tartalmazott.
Szintén 2003-ban, a Destroy All Monsters film 35. évfordulóján jelent meg a Destroysall című összeállítás, amely 15 előadó egy-egy számát tartalmazta, melyek mind kötődtek valahogy a Tóhó szörnyekhez, köztük Godzillához.

## A franchise szörnyei
Bővebben: A Godzilla franchise szörnyeinek listája

## Kulturális jelentőség

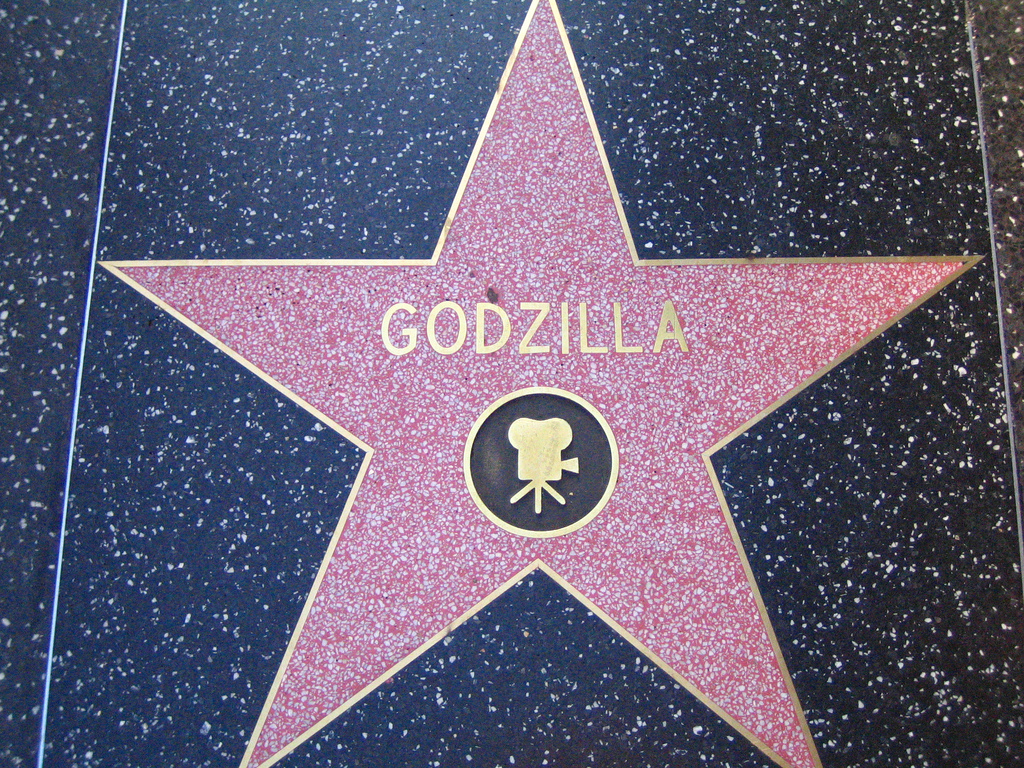
Godzilla csillaga a Hollywoodi hírességek sétányán.

Godzilla Japán egyik legnépszerűbb és legismertebb popkulturális ikonja. A tokuszacu produkciók kaidzsu műfajának megtestesítője és megerősítője. Az eredeti Godzilla film volt Japán első olyan tömeg-kulturális műve, ami jelentős világszintű elismerést ért el, megnyitva az utat az ország egyéb médiatermékeinek globális terjeszkedése előtt. Egy 2005-ös felmérésen, mely az amerikaiak kedvenc fiktív szörnyeit rangsorolta, Godzilla a harmadik helyet foglalta el, a vámpírok és Freddy Krueger után – bár a megkérdezettek jelezték, hogy a ’98-as amerikai változatot elutasítják.
Karakterének allegóriája minden kor számára tanulságos üzenetet hordoz a rossz kezekbe került tudomány és technika ártalmairól, mely a Hirosimát és Nagaszakit ért katasztrófák után a japán közönség számára különleges jelentőséggel bírt. A tragédiákra való reflektáláson túl a fantasy filmek a háborús veszteségeket átélt japánok pszichéjére is jótékonyan hatottak. A keleti kultúrák ezen kívül ősi mítoszaikat is párhuzamba vonják a karakter metaforikus jellegével, ábrázolásmódjával és egyes filmjeinek spiritualitásával. Mind Japán, mind Amerika mozinézői visszahatottak Godzillára, és a háborút követő pozitív szemléletváltások következtében ellenségből hőssé emelték.
Godzilla kulturális történetének és fontosságának elismeréséül 1996-ban megkapta az MTV Életmű-díjat. Filmjeinek 50. évfordulóján pedig csillagot kapott a Hollywoodi hírességek sétányán.
2015 áprilisában a turizmus fellendítésére a karaktert megtették Tokió Sindzsuku kerületének hivatalos kulturális nagykövetévé, valamint elismerték az állampolgárságát. Az esemény során leleplezték a Tóhó központ tetejére helyezett életnagyságú Godzilla fejszobrot, ami a '90-es évekbeli megjelenése alapján készült. Josizumi Kenicsi polgármester átnyújtotta egy beöltözött színésznek Godzilla lakossági igazolását, amit hivatalosan a Tóhó emberei vettek át, mivel a jelmez nem tudott fogni. A polgármester szerint Godzilla karaktere Japán egyik büszkesége. Később a 3000 példányban kiadott fiktív igazolásokat rajongók közt osztották szét.
Rengeteg paródia alapjául szolgált, mára szinte sztereotípiává vált a japán városokat romba döntő szörny képe. Számos utánzatot is alapoztak rá, például a szintén japán óriás repülőteknőst, Gamerát, a dél-koreai Yonggaryt, az észak-koreai Pulgaszarit, vagy a brit Gorgót.
A franchise köré világszerte népes rajongói bázis létesült. Az évente megrendezett G-FEST találkozó rendre több mint ezer látogatót vonz. Az 1993-ban indult G-FAN magazin a világ egyik legsikeresebb rajongói magazinja. A filmek minden korosztályt megcéloztak, Mothra karaktere pedig a japán nők közt lett különösen népszerű, aminek eredményeképp saját spin-off filmtrilógiát kapott.
Godzilla a tudományos világra is hatással volt. Róla nevezték el a triász időszakban élt Gojirasaurus nevű, mára kétséges taxonómiai helyzetű Theropodát. Több tudós is foglalkozott úgy Godzillával, mintha egy valódi állat lenne. Ken Carpenter paleontológus például mókából a Ceratosauria dinoszauruszcsoportba sorolta. Darren Naish nem értett vele egyet, és ő is közölt egy részletes tudományos leírást a fiktív szörny anatómiájáról, viselkedéséről. Per Christiansen zoológus a Mathematical Geology folyóirat egy 2000-ben megjelent számában tanulmányt írt a ’98-as film Godzillájáról, és arra jutott, hogy az eredeti változat biológiailag sokkal életképesebb lenne a vaskos lábai és lassú járása miatt – Naish egyetértett vele, szerinte Emmerich filmjének dizájnja csak ránézésre látszik élethűbbnek, de igazából nem az.
2018 októberében A NASA egy csillagképet nevezett el Godzilláról. A szervezet szerint a nevet a fekete lyukakból és neutroncsillagokból kibocsátott gamma-sugárzás inspirálta, mely Godzilla hősugarára hasonlít.
Nyugati filmkészítők több ízben merítettek ihletet a sorozatból. George Lucas szétnézett Cuburaja Eidzsi speciális effektusos csapatánál is a Csillagok háborúja előkészületi szakaszában. Marv Newland rajzfilmes készítette a Bambi találkozása Godzillával című kétperces animációs paródiát, amit a The 50 Greatest Cartoons című könyv a világ 38. legjobb rajzolt rövidfilmjének ítélt. John Carpenter horrorfilmkészítő egy korai diákfilmje a Godzilla Versus Gorgo címet viseli. Tim Burton kiskorában Godzilla-jelmezes kaszkadőr akart lenni, majd befutott rendezőként a Godzilla vs. Biollante képsorait csempészte Támad a Mars! egyik jelenetébe, Pee Wee nagy kalandja című filmjében pedig újraalkotta a Ghidorah, the Three-Headed Monster forgatásának műtermét.
A fiatal Martin Scorsese zsebpénzét Godzilla filmek mozijegyeire költötte, s Kuroszava Akira Álmok című filmjének forgatásán eredeti Godzilla filmtekercseket kért a Tóhótól gyűjteményébe. A Jurassic Park készítését bemutató könyvben Steven Spielberg az eredeti Godzillát nyilvánította a legjobb dinoszauruszos filmnek, s rajongása nyomán több kaidzsu filmes utalást fedezhető fel Animánia című rajzfilmsorozatában. A Godzilla filmek hatásai megtalálhatók többek között Craig McCracken és Genndy Tartakovsky rajzfilmjeiben is. Quentin Tarantino is kifejtette, milyen alapötlet mentén valósítaná meg saját Godzilla filmjét: szerinte Godzilla lenne a világ ura és az emberek istene.
Guillermo del Toro Tűzgyűrű című filmje a Godzilla sorozatban és hasonló kaidzsu művekben lefektetett alapokra épül, a benne szereplő szörnyeket szándékosan úgy tervezték meg, hogy jelmezeket viselő emberek látszatát keltsék. Nemcsak Godzilla talált kedvelőkre a nyugati hírességek közt, Tim Allen például nagy Mothra rajongó.
Steve Miner több filmkészítővel és művésszel már az 1980-as években megpróbált Hollywood-i Godzilla filmet készíteni, de nem találtak elegendő támogatóra. Azóta a nyugati stúdiók nyitottabbak a franchise felé, ennek eredménye az eddig készült két amerikai Godzilla film. Thomas Tull, a Legendray Pictures vezérigazgatója nagy kaidzsu rajongónak vallja magát, ezért kezdeményezte a stúdió által birtokolt Godzilla licenc más filmmárkákkal való összevonását és sorozattá bővítését.
A Godzilla márka olyan elterjedt, hogy többen közkincsnek vélik, ami miatt a Tóhó számos jogi pert volt kénytelen indítani azok ellen, akik jogtalanul használták Godzilla vagy a franchise egyéb szörnyeinek karakterét, nevét. A Godzilla vs. Megalon egyik VHS kiadása egy időre valóban köztulajdonná vált, ezért Amerikában ez számít a sorozat egyik legismertebb filmjének.
2019 márciusában, a franchise 65 éves fennállásának alkalmából Japánban bevezetésre kerül az Annual Godzilla Certification Exams vizsga. A felmérést teljesítők hivatalos Godzilla szakértői bizonyítványt kapnak, amennyiben eleget tesznek az alap- vagy középszintű tesztnek, vagy mindkettőnek. A vizsga tananyaga a Godzilla Exams Official Text tesztkönyv aktuális kiadása, alapszinten ezen kívül az 1954-es Godzillához és a 2016-os Shin Godzillához, középszinten pedig az összes 29 élőszereplős japán filmhez kapcsolódó kérdéseket kell megválaszolni.